# Сушон, Герман
Герман Вильгельм Сушон (нем. Hermann Wilhelm Souchon; 2 января 1895, Бромберг — 1982, Хоэнлоэ) — немецкий военный и антикоммунистический активист. Участник Первой и Второй мировых войн, офицер кайзеровского флота и авиации Третьего рейха. В Ноябрьскую революцию — боец фрайкора. 15 января 1919 застрелил Розу Люксембург. После войны проживал в ФРГ. В 1971 году фигурировал в деле неонацистской группы Хенгста.

## Происхождение и начало службы
Предки Германа Сушона были французскими гугенотами, перебравшимися в Германию из-за религиозных гонений. По рождению Герман Сушон принадлежал к военной аристократии. Его дядя Вильгельм Сушон был адмиралом военного флота Германской империи.
С 1915 года Герман Сушон участвовал в Первой мировой войне. Первоначально служил в полевой артиллерии, затем переведён во флот. После капитуляции в 1918 году демобилизован.

## Фрайкор и убийство Люксембург
Герман Сушон отличался крайне правыми политическими взглядами. В ходе Ноябрьской революции он примкнул к «белому» движению фрайкоров. Вначале состоял в Морской бригаде Эрхардта, в начале 1919 года перешёл во фрайкор генерала Гофмана—капитана Пабста, созданный на основе Гвардейской кавалерийской стрелковой дивизии.
15 января 1919 фрайкор Пабста захватил основателей Коммунистической партии Германии Карла Либкнехта и Розу Люксембург. После краткого допроса и совещания офицеров было принято решение о бессудном убийстве.
Приказ, согласованный с Густавом Носке и Эдуардом Штадтлером, отдал Вальдемар Пабст. Непосредственными исполнителями явились капитан Хорст фон Пфлюгк-Хартунг, рядовой Отто Рунге, лейтенанты Рудольф Липман, Генрих Штиге, Курт Фогель, Герман Сушон. Розу Люксембург застрелил лично Сушон выстрелом в левый висок.

## Эмиграция. Служба в люфтваффе
Весной 1919 года власти Веймарской республики начали судебное преследование участников убийства Либкнехта и Люксембург (в итоге двухлетний реальный срок отбывал только Рунге). Дабы избежать ареста, Герман Сушон покинул Германию. Он переехал в Финляндию, где работал банковским служащим.
В 1933 году пришедшая к власти нацистская партия амнистировала убийц Либкнехта и Люксембург. Два года спустя Герман Сушон вернулся в Германию и поступил на службу в люфтваффе. Участвовал во Второй мировой войне в составе авиации Третьего рейха, получил звание полковника. Однако он дистанцировался от НСДАП и в военных преступлениях не обвинялся.

## Послевоенная жизнь
После окончания войны Герман Сушон с семьёй проживал в ФРГ. Был одним из руководителей протестантской общественной организации в Штутгарте. В 1951, благодаря аристократическим родственным связям, перебрался в Крайльсхайм. Жил в различных местностях Хоэнлоэ, арендовал замок. Крайльсхайм полнился слухами о присутствии человека, причастного к убийству Розы Люксембург.
В январе 1969 года, к 50-летию убийства Карла Либкнехта и Розы Люксембург, телекомпания ARD выпустила документальный фильм Der Fall Liebknecht/Luxemburg, в котором Герман Сушон был назван одним из убийц. Сушон отказывался от контактов с журналистами и подал в суд на телекомпанию. Поскольку формально документированных доказательств журналисты не имели, Штутгартский суд обязал ARD опровергнуть обвинение.
В феврале 1971 года 76-летний Герман Сушон и его 28-летняя жена Дагмар фигурировали в деле неонацистской группы Хенгста. В Бад-Годесбергской квартире Сушона были обнаружены три карабина, двуствольное ружьё и пистолет. Неонацистские боевики атаковали офис Германской компартии и посольство СССР, планировали теракты против СДПГ. Однако к судебной ответственности Сушон привлечён не был.
Скончался Герман Сушон в возрасте 87 лет. До конца жизни он, в отличие от Вальдемара Пабста, хранил молчание о событиях 1919 года. Знающие Сушона люди характеризовали его как «настоящего офицера, сильного, жёсткого, неприступного».